# Kraftwerk Dangjin
Das Kraftwerk Dangjin ist ein Kohlekraftwerk in Südkorea, das am Gelben Meer, ca. 15 km nordwestlich der Stadt Dangjin, gelegen ist. Das Kraftwerk ist im Besitz der Korea Electric Power Corporation (KEPCO), wird aber von der Korea East-West Power Company (EWP) betrieben.
Mit einer installierten Leistung von derzeit 4.000 MW (geplant 6.000 MW) ist es eines der leistungsstärksten Kohlekraftwerke in Südkorea. Es ist das mit Abstand wichtigste Kraftwerk von EWP (die installierte Leistung aller Kraftwerke von EWP liegt mit Stand April 2015 bei 8.831,4 MW). Die Jahreserzeugung des Kraftwerks lag im Jahre 2013 bei 33,067 Mrd. kWh.

## Kraftwerksblöcke
Das Kraftwerk besteht gegenwärtig aus 10 Blöcken. Die folgende Tabelle gibt einen Überblick:
| Block | Max. Leistung (MW) | Betriebsbeginn | Turbine   | Generator | Dampfkessel |
| ----- | ------------------ | -------------- | --------- | --------- | ----------- |
| 1     | 500                | 06.1999        | Doosan    |           | Doosan      |
| 2     | 500                | 12.1999        | Doosan    |           | Doosan      |
| 3     | 500                | 09.2000        | Doosan    |           | Doosan      |
| 4     | 500                | 03.2001        | Doosan    | Doosan    | Doosan      |
| 5     | 500                | 10.2005        | Doosan/GE | Doosan    | Doosan/GE   |
| 6     | 500                | 04.2006        | Doosan/GE | Doosan    | Doosan/GE   |
| 7     | 500                | 06.2007        | Doosan/GE | Doosan    | Doosan/GE   |
| 8     | 500                | 12.2007        | Doosan/GE | Doosan    | Doosan/GE   |
| 9     | 1.000              | 07.08.2015     | MHI       | MEC       |             |
| 10    | 1.000              | 2016           | MHI       | MEC       |             |

Power Technology gibt für die Blöcke 1 bis 4 eine Leistung von 600 MW an. Die Blöcke 5 bis 8 verwenden superkritische Technologie mit Dampftemperaturen bis 569 °C (siehe Überkritisches Wasser). Für die Blöcke 9 und 10 soll ultra-superkritische Technologie verwendet werden, die Dampftemperaturen von 600 °C verwendet. Der Wirkungsgrad der beiden Blöcke soll dann bei 45 % liegen.

## Sonstiges
Die Kosten für die ersten vier Blöcke lagen bei 2,7 Mrd. USD. Im Kraftwerk Dangjin arbeiten 630 Beschäftigte. Die englische Zeitung The Telegraph führte Dangjin 2007 mit 26,9 Mio. t an Stelle 12 der 25 größten CO2-Emittenten weltweit. Gemäß dieser Quelle liegt Dangjin an Stelle 71 der leistungsstärksten Kraftwerke weltweit.